# Albert Gisclard

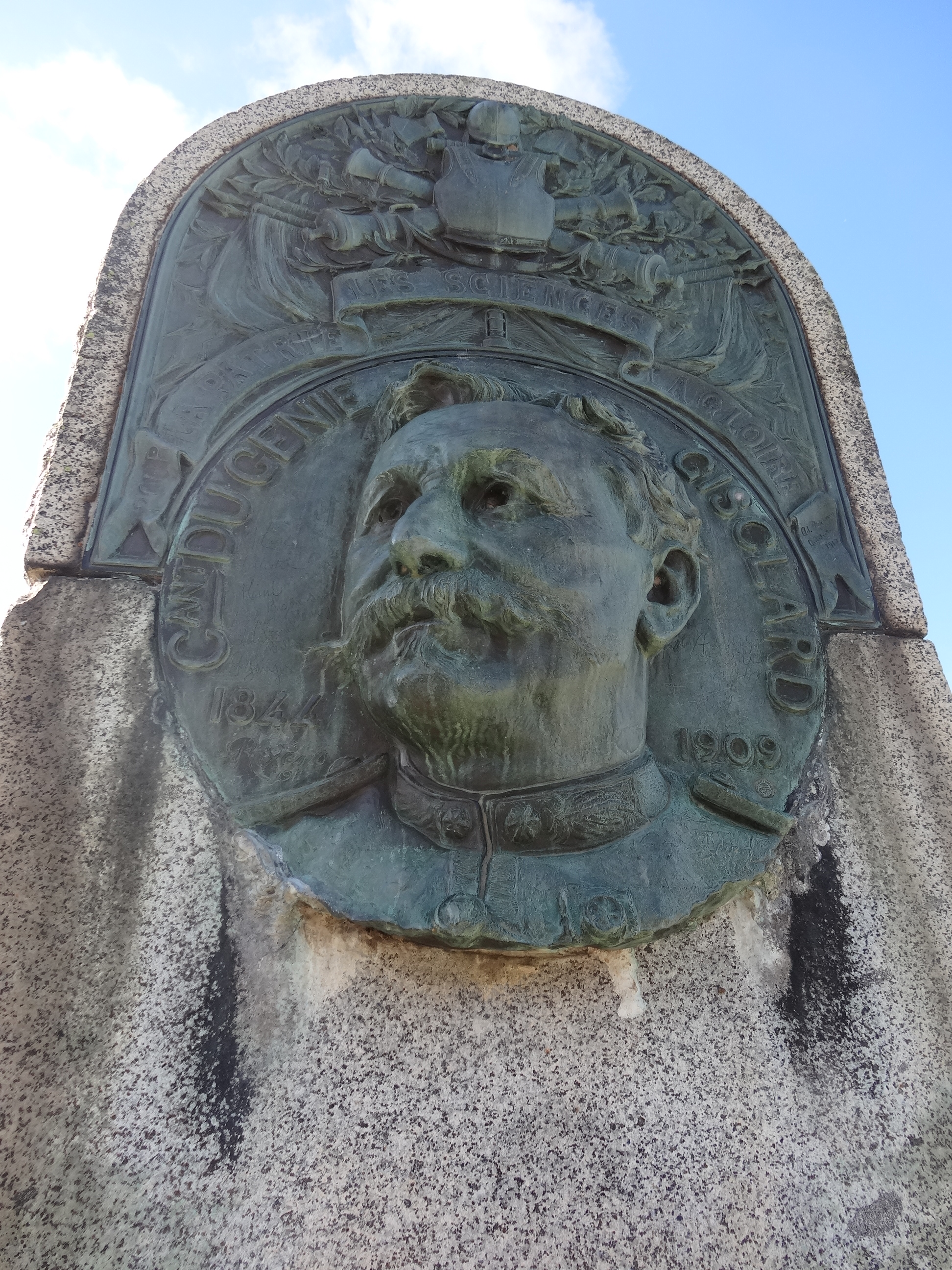
Figura d'Albert Gisclard en el monument en la seva memòria situat al mirador del pont Gisclard.

Albert Victor Hippolyte Léon Gisclard (nascut a Nimes l'any 1844 i mort a Planès el 31 d'octubre de 1909) va ser un enginyer francès creador d'un sistema de pont penjant.

## Biografia
Va començar a estudiar a l'École polytechnique l'any 1862. De seguida va esdevenir capità de l'enginyeria militar, on va realitzar diversos ponts suspesos. El 1897 deixa l'armada per centrar-se en l'elaboració de nous tipus de ponts penjants.
Va morir tràgicament el diumenge 31 d'octubre de 1909 a causa d'un accident d'un tren fent proves de la línia de la Cerdanya prop del pont de la Cassanya que havia construït ell mateix.

## Els ponts Gisclard
El comandant Gisclard construeix el 1900 un pont suspès per cables amb un particular sistema de tirants. Per tirar endavant aquestes obres s'associa amb els establiments Ferdinand Arnodin.

## Llista d'obres
- Pont de la Foa[1] (Nova Caledònia).

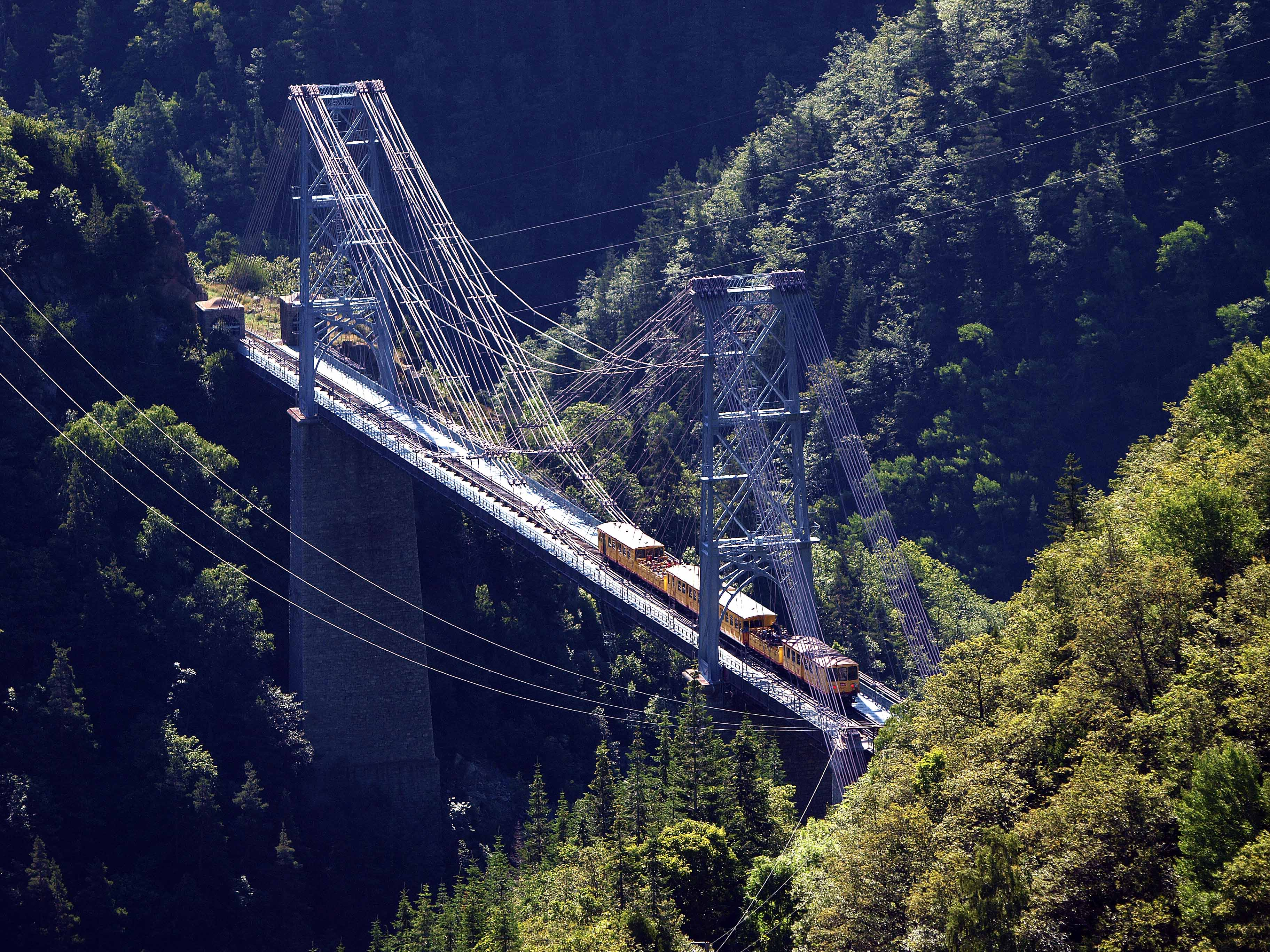
Viaducte de Cassanha, a sobre, el Tren Groc.

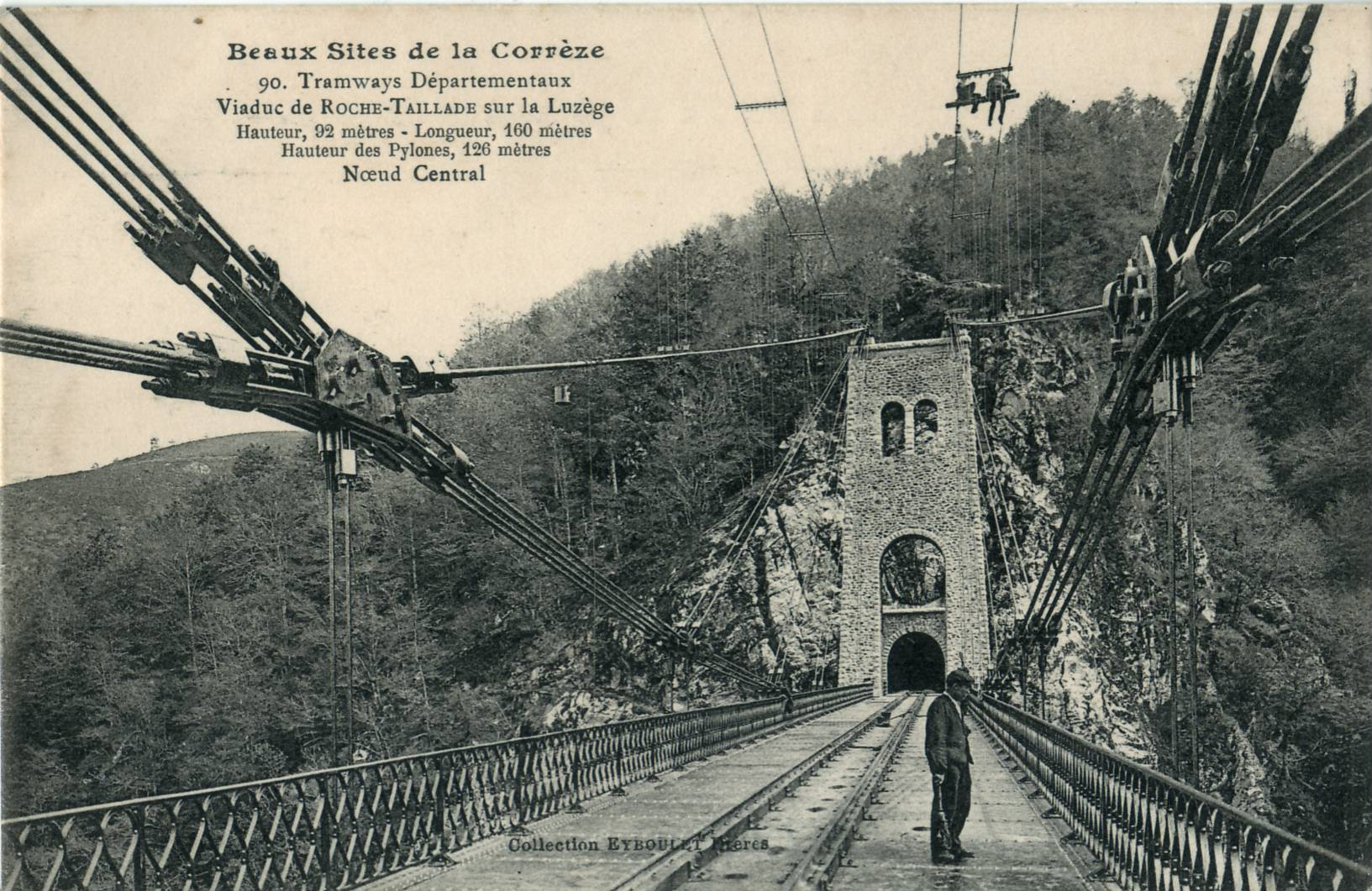
El nus central dels cables del viaduc des Rochers Noirs.

- Pont de Borèth (Tarn i Garona), línia Montalban -Verdun de Garona.
- Pont de Très-Cassès, Los Sarrasins (Tarn i Garona).
- Pont Gisclard, Cerdanya (Pirineus Orientals).
- Diversos ponts al Marroc.

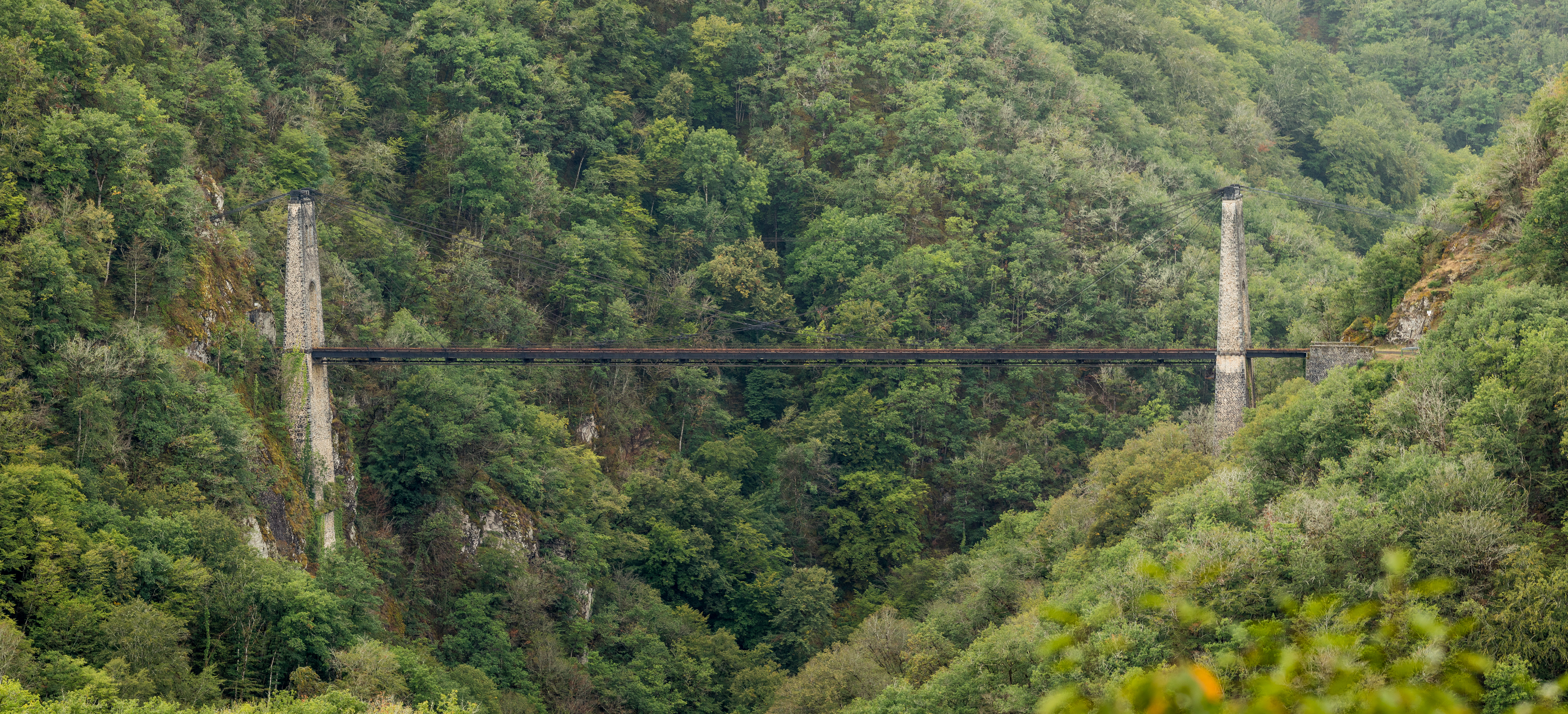
Viaduc des Rochers Noirs.
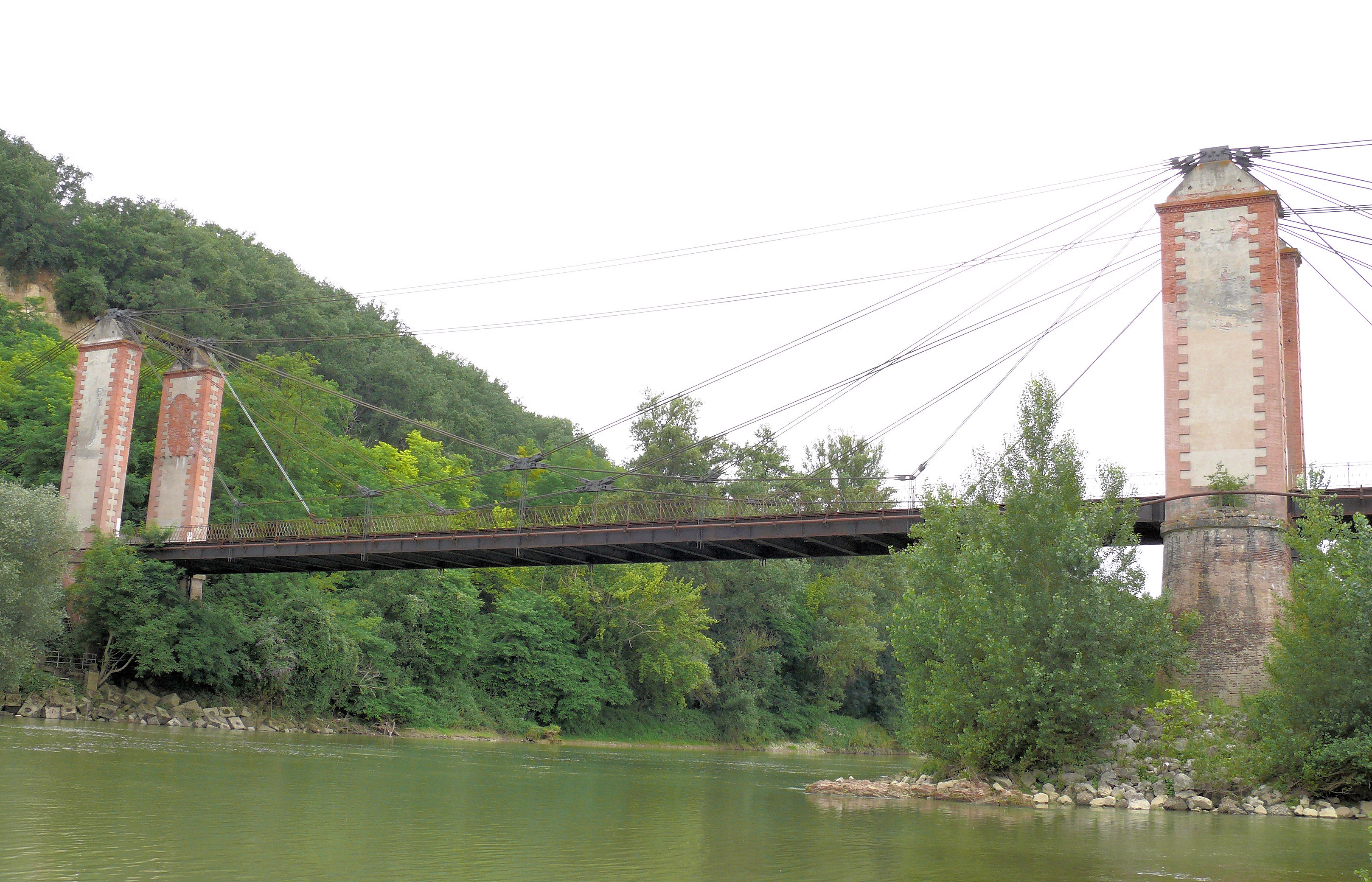
Pont suspès de Borèth.

Després de la mort d'Albert Gisclard, el sistema va ser aplicat als ponts següents: 
- El viaduc des Rochers Noirs a Roche-Taillade (Corresa), línia Tramways de la Corrèze ;
- 15 ponts reconstruïts durant el conflicte dels 14-18, sobre les valls d'Oise, de Marne, d'Aisne i de Meuse ;
- El pont de Lézardrieux sobre el Trieux a Bretanya.

La construcció d'aquests ponts va ser supervisada per Gaston Leinekugel Le Cocq, gendre de Ferdinand Arnodin i enginyer.

## Record
- Va ser erigit un monument en la seva memòria per l'esculptor Jean-André Rixens, prop del pont de Cassanha, lloc de la seva mort.
- A Perpinyà hi ha un carrer al seu nom.
- El pont de Cassanha també se l'anomena pont Gisclard.

## Publicacions
- Albert Gisclard, Sur un nouveau type de ferme parabolique applicable à la construction de ponts métalliques à voie en dessus, Berger-Levrault (1891)
- Albert Gisclard, Dispositif funiculaire pour ponts de guerre ou de colonisation, Berger-Levrault (1896)
- Albert Gisclard, Ponts flottants articulés pour faciliter les opérations militaires le long des fleuves, Berger Levrault (1896)
- Albert Gisclard, Note sur un nouveau type de pont suspendu rigide, Vve C. Dunod (1899)
- Albert Gisclard, Note sur un nouveau type de pont suspendu rigide, p. 180-191, Annales des ponts et chaussées, 1899, 4e trimestre (llibre en línia)
- Albert Gisclard, Note sur un nouveau type de pont suspendu rigide, p. 297-355, Annales des ponts et chaussées, 1900, 3e trimestre (llibre en línia')

## Réferències
1. ↑  [enllaç sense format] http://mediatheque.adck.nc/mediath/notice.cfm?numnot=19864 Arxivat 2015-07-14 a Wayback Machine.